# Charaxes hysginus
Charaxes hysginus är en fjärilsart som beskrevs av Philippe Darge 1978. Charaxes hysginus ingår i släktet Charaxes och familjen praktfjärilar. Inga underarter finns listade i Catalogue of Life.